# منتدى الأمم المتحدة للغابات
منتدى الأمم المتحدة المعني بالغابات (بالإنجليزية: United Nations Forum on Forests، وتُعرف اختصارًا بـ UNFF) هو منتدى حكومي دولي سياسي رفيع المستوى. يضم جميع الدول الأعضاء في الأمم المتحدة والمراقبين الدائمين وأمانة المنتدى والشراكة التعاونية في مجال الغابات والمنظمات والعمليات الإقليمية والمجموعات الرئيسية.
أنشأ في 22 أكتوبر 2000، وهو يهدف المنتدى أساسًا إلى تعزيز الإدارة والحفظ والتنمية المستدامة لجميع أنواع الغابات وتعزيز الالتزام السياسي على المدى الطويل لتحقيق هذه الغاية، استنادًا إلى قمة ريو، والمبادئ المتعلقة بالغابات، الفصل 11 من جدول أعمال القرن 21، ونتائج أعمال الفريق الحكومي الدولي المتخصص المعني بالغابات والمعالم الرئيسية الأخرى للقانون الدولي لسياسة الغابات.